# Jordi Abella Pons
Jordi Abella Pons (Lleida, 12 de novembre de 1967) és un antropòleg català.
Des de l'any 1994 dirigeix l'Ecomuseu de les Valls d'Àneu, un museu dedicat a l'etnografia de les valls d'Àneu i la resta del Pallars. Com a antropòleg, ha estat implicat en la recerca, la conservació, la difusió i la restitució integral de la cultura popular. En aquest sentit, s'ha ocupat de l'estudi del joc tradicional com a eix extraordinari per a promoure el desenvolupament econòmic i social dels Pirineus. Durant la seva trajectòria com a investigador, ha participat en diversos projectes de recerca sobre jocs tradicionals i ha estat autor de diferents publicacions i articles en aquest àmbit de recerca.